# Системна конфигурация
Терминът системна конфигурация в системното инженерство дефинира компонентите, които изграждат една система – хардуера, софтуера, процесите и различните устройства, които са част от нея, както начина, по който си взаимодействат.
Операционните системи имат помощни програми, които позволяват на потребителите да променят конфигурацията. В Microsoft Windows например това са Computer Management, System Configuration, Registry Editor, Local Group Policy Editor и други.